# Sonate K. 134
La sonate K. 134 (F.93/L.221) en mi majeur est une œuvre pour clavier du compositeur italien Domenico Scarlatti.

## Présentation
La sonate K. 134 en mi majeur, notée Allegro, forme le premier volet d'un triptyque de sonates (le premier du corpus), présent à Parme et Venise, avec les sonates K. 135 et 136. Les mouvements Allegro sont contrastés par leur mesure : 
, 
 et enfin 
, pour la dernière.

## Manuscrits
Le manuscrit principal est le numéro 37 du volume XV (Ms. 9771) de Venise (1749), copié pour Maria Barbara ; les autres sont Parme II 7 (Ms. A. G. 31407) et Münster V 59 (Sant Hs 3968). Une copie figure également à Vienne, Q 15114 (no 13), et dans le manuscrit conservé à Lisbonne, FCR/194.1 (no 23).

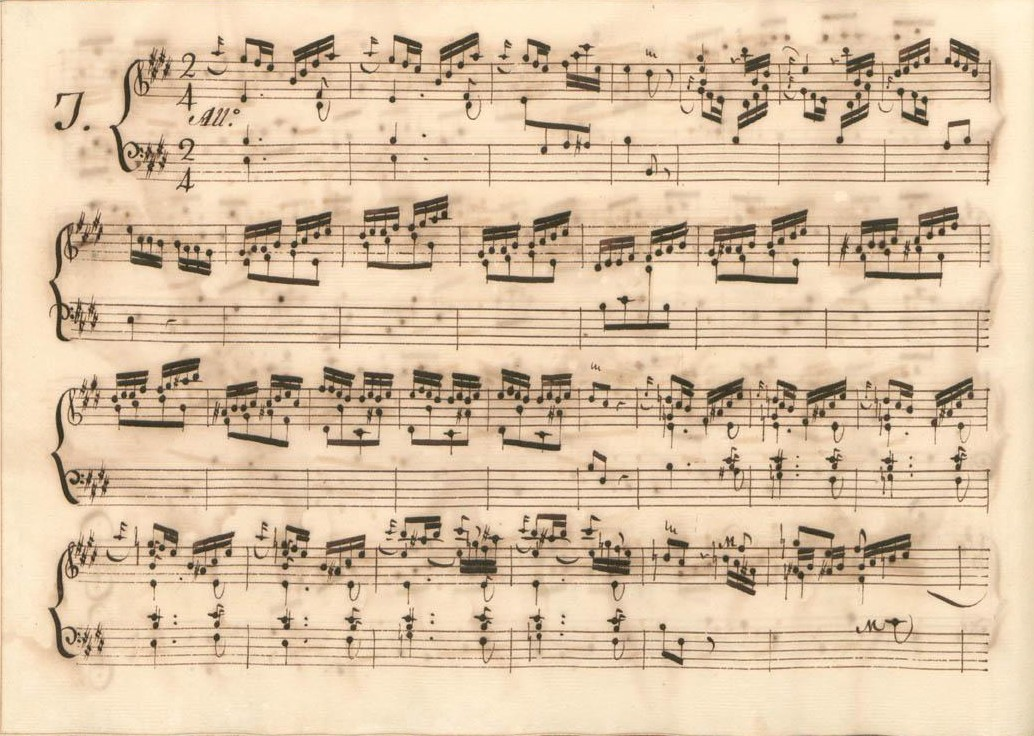
Parme II 7.
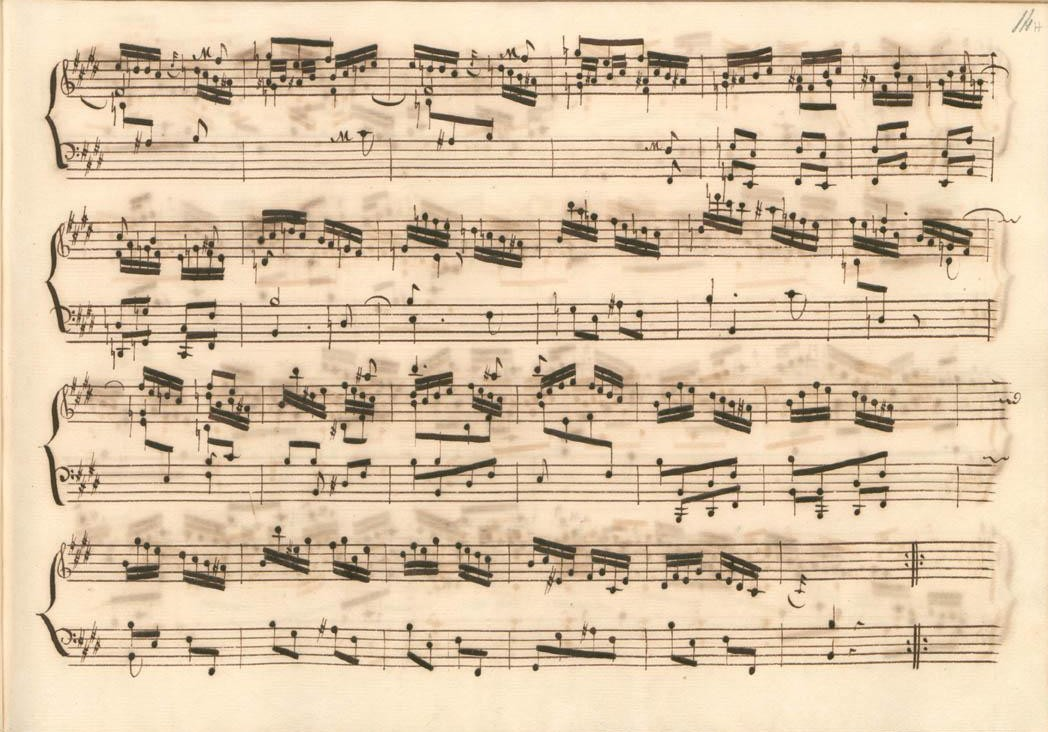
Parme II 7 (fin de la première section).
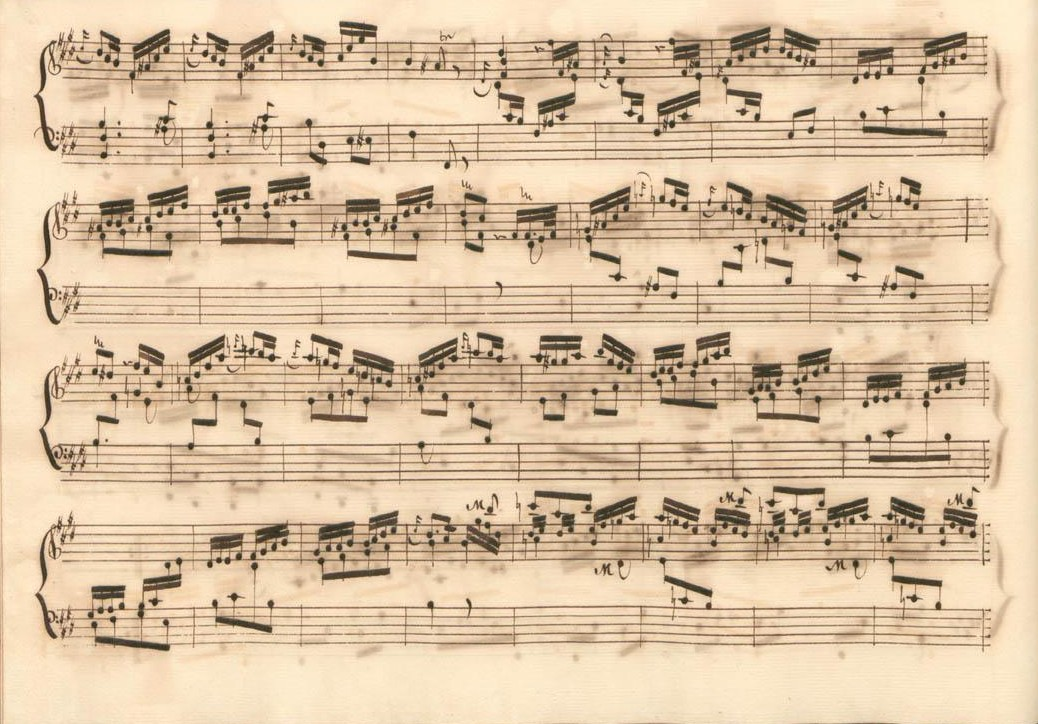
Parme II 7 (début de la seconde section).
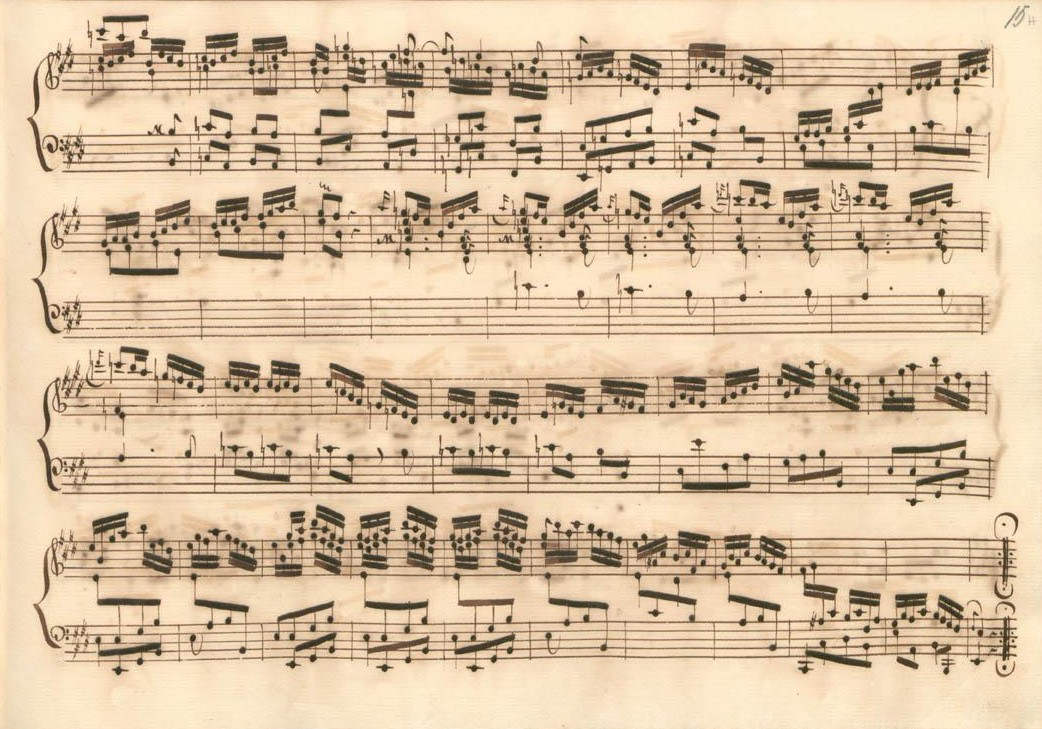
Parme II 7 (fin de la sonate).
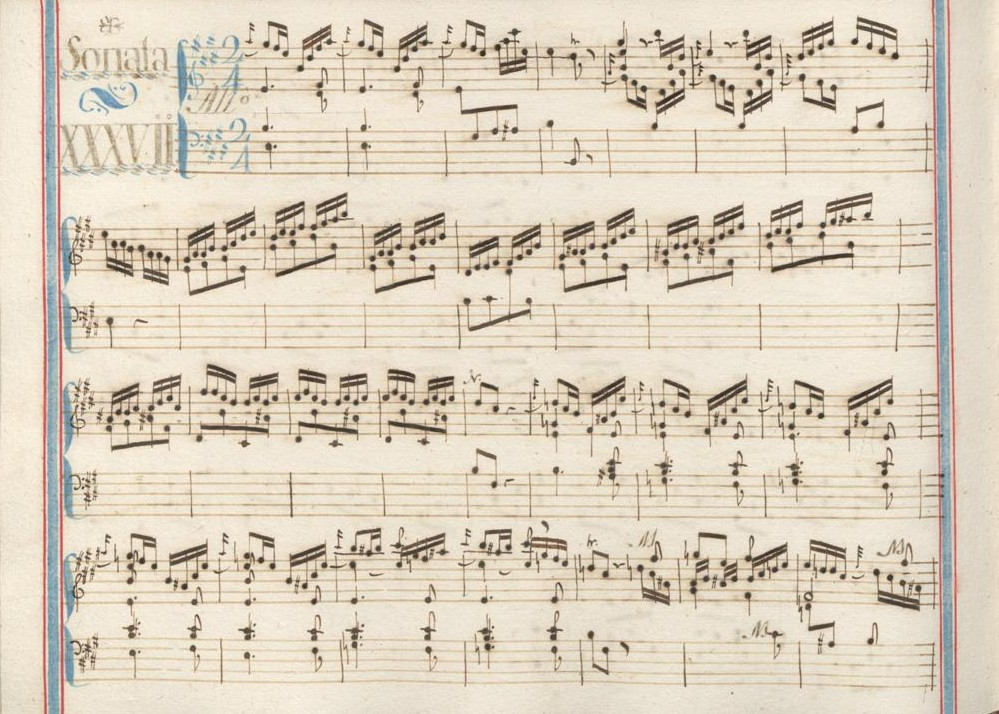
Venise XV 37.
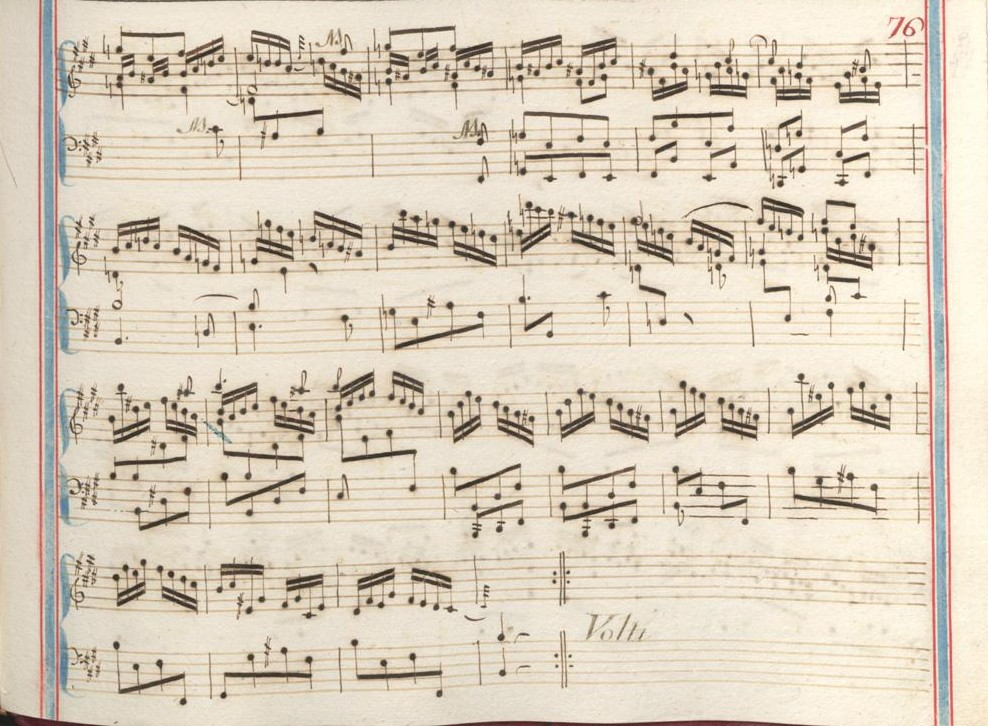
Venise XV 37 (fin de la première section).

## Interprètes
La sonate K. 134 est défendue au piano, notamment par Charles Rosen sur le Siena piano (1955, Counterpoint/Boston), Colleen Lee (2007, Naxos, vol. 10), Carlo Grante (2009, Music & Arts, vol. 1) et Christoph Ullrich (2019, Tacet, vol. 3) ; au clavecin par Scott Ross (1985, Erato), Richard Lester (2005, Nimbus, vol. 6) et Pieter-Jan Belder (Brilliant Classics, vol. 3).

## Sources
: document utilisé comme source pour la rédaction de cet article.
- Ralph Kirkpatrick (trad. de l'anglais par Dennis Collins), Domenico Scarlatti, Paris, Lattès, coll. « Musique et Musiciens », 1982 (1re éd. 1953 (en)), 493 p. (ISBN 978-2-7096-0118-4, OCLC 954954205, BNF 34689181).
- Alain de Chambure, « Domenico Scarlatti : Intégrale des sonates — Scott Ross », Erato (2564-62092-2), 1985 (OCLC 891183737) .
- (es) Celestino Yáñez Navarro (thèse), Nuevas aportaciones para el estudio de las sonatas de Domenico Scarlatti. Los manuscritos del Archivo de Música de las Catedrales de Zaragoza, Université autonome de Barcelone, 2016 (lire en ligne)